# Dendromus lachaisei
Dendromus lachaisei (Denys & Aniskine, 2012) è un Roditore della famiglia dei Nesomiidi endemico dell'Africa occidentale.

## Descrizione

### Dimensioni
Roditore di piccole dimensioni, con la lunghezza della testa e del corpo tra 55 e 78 mm, la lunghezza della coda tra 79 e 98 mm, la lunghezza del piede tra 15 e 19 mm, la lunghezza delle orecchie tra 10 e 13 mm.

### Aspetto
La pelliccia è lunga. Le parti dorsali sono giallo-brunastre, con la base dei peli grigia e senza alcuna striscia dorsale più scura, mentre le parti ventrali sono bianche. Il quinto dito del piede è fornito di un'unghia appiattita. La coda è molto più lunga della testa e del corpo, è prensile e cosparsa di corti peli. Le femmine hanno un paio di mammelle pettorali e due paia addominali. Il cariotipo è 2n=30 FNa=56.

## Biologia

### Comportamento
È una specie arboricola.

### Riproduzione
Femmine gravide con quattro embrioni sono state catturate nel mese di settembre.

## Distribuzione e habitat
Questa specie è endemica delle pendici del Monte Nimba lungo il confine tra Guinea meridionale, Liberia settentrionale e Costa d'Avorio occidentale.
Vive nelle savane all'interno di foreste rigenerate tra 20 e 1.600 metri di altitudine.

## Conservazione
Questa specie, essendo stata scoperta solo recentemente, non è stata sottoposta ancora a nessun criterio di conservazione.